# Język chiga
Język chiga albo orukiga – język z rodziny bantu, używany w Demokratycznej Republice Konga i Ugandzie. W 1976 roku liczba mówiących wynosiła ok. 848 tysięcy.